# Living in Clip
Living in Clip es un álbum en vivo publicado por la cantante y compositora estadounidense Ani DiFranco, lanzado en 1997. El título del álbum proviene de un comentario realizado por el ingeniero de sonido de la gira Larry Berger, indicando que ocasionalmente los amplificadores no eran sobrecargados en un corte (lo cual no es normal en situaciones de sonido en vivo);  eran cortados tanto que la pasaban "viviendo en el corte" (living in clip). La revista Rolling Stone nombró al álbum como una de las "Grabaciones esenciales de la década de 1990".

## Lista de canciones
Todas las canciones compuestas por Ani DiFranco, excepto dónde se nota.

### Disco uno
1. "Whatever" – 1:46
2. "Wherever" – 0:06
3. "Gravel" – 4:11
4. "Willing to Fight" – 4:12
5. "Shy" – 4:29
6. "Joyful Girl" – 4:26
7. "Hide and Seek" – 4:34
8. "Napoleon" – 4:54
9. "I'm No Heroine" – 4:16
10. "Amazing Grace" (John Newton) – 6:17
11. "Anticipate" – 3:47
12. "Tiptoe" – 0:37
13. "Sorry I Am" – 4:46
14. "The Slant/The Diner" – 8:22
15. "32 Flavors" – 4:48
16. "Out of Range" – 4:27

### Disco dos
1. "Untouchable Face" – 3:36
2. "Shameless" – 4:35
3. "Distracted" – 1:08
4. "Adam and Eve" – 5:36
5. "Fire Door" – 4:03
6. "Both Hands" – 4:52
7. "Out of Habit" – 3:40
8. "Every State Line" – 3:55
9. "Not So Soft" – 4:00
10. "Travel Tips" – 1:05
11. "Wrong With Me" – 1:57
12. "In or Out" – 3:22
13. "We're All Gonna Blow" – 2:41
14. "Letter to a John" – 3:58
15. "Overlap" – 11:28

## Personal
- Ani DiFranco – Guitarra acústica, bajo, v0z
- Sara Lee – guitarra, bajo, voz, pedales de bajo
- Doc Severinsen – Director en "Amazing Grace" y "Both Hands"
- Búfalo Philharmonic Orquesta en "Amazing Grace" y "Both Hands"
- Andy Stochansky – armónica, percusión, batería, voz

## Producción
- Productor – Ani DiFranco
- Mezcla – Ani DiFranco, Andrew Gilchrist
- Mastering – Chris Bellman
- Arreglos – James Mabry ("Gracia Asombrosa" y "Ambas Manos")
- Diseño – Ani DiFranco, Adam Sloan
- Diseño de portada – Ani DiFranco, Adam Sloan
- Fotografía – Asia Kepka, Susan Alzner, Ani DiFranco, Scott Fisher, Mate Hagen, Thomas Hoebbel, Liam King, Dan Koeck, Heidi Kunkel, Liz Marshall, Andy Stochansky
- Foto de cubierta – Asia Kepka

## Listas
Álbum
| Año  | Lista             | Posición |
| ---- | ----------------- | -------- |
| 1997 | The Billboard 200 | 59       |